# Односи Црне Горе и Европске уније
Односи Црне Горе и Европске уније су односи Црне Горе и Европске уније.
Црна Гора је једнострано усвојила евро за своју валуту (2002. пре тога Црна Гора је користила немачку марку).
Црна Гора је у процесу приступања Европској унији и у том процесу има статус земље кандидата.

## Билатерални односи

### Дипломатски представници

#### Стални представник Црне Горе при ЕУ у Бриселу
- Бојан Шаркић, амбасадор

#### Амбасадор при Делегацији Европске уније у Подгорици
- Аиво Орав (Естонија), амбасадор од 2016.
- Митја Дробнич (Словенија), амбасадор од 2012.
- Леополд Маурер, амбасадор

1. новембра 2007. јe упостављена делегација Европске комисије у Подгорици